# Two Weeks with Love
Two Weeks with Love é um filme musical romântico de 1950, feito pela Metro-Goldwyn-Mayer. Foi dirigido por Roy Rowland, baseado na história de John Larkin, que co-escreveu o roteiro com 
Dorothy Kingsley. Situado no início do século XX, o filme centra-se na família Robinson. Patti (Jane Powell) e Melba (Debbie Reynolds), as filhas, são talentosas nas artes cênicas, enquanto os meninos de Robinson adoram fogos de artifício e travessuras. A Sra. Robinson (Ann Harding) é charmosa e muito sábia nos modos do amor jovem. A família Robinson deixa sua casa em Nova York para ficar no "Kissimee in the Catskills", um hotel resort no interior de Nova York, onde o amor impressiona as duas filhas de Robinson.

## Elenco
- Jane Powell como Patti Robinson
- Ricardo Montalbán como Demi Armendez
- Louis Calhern como Horatio Robinson
- Ann Harding como Katherine Robinson
- Phyllis Kirk como Valerie Stresemann
- Carleton Carpenter como Billy Finlay
- Debbie Reynolds como Melba Robinson
- Clinton Sundberg como Sr. Finlay
- Gary Gray como McCormick Robinson
- Tommy Rettig como Ricky Robinson
- Charles Smith como Eddie Gavin

## Números musicais
- "A Heart That's Free"
  - Cantando por: Jane Powell
- "That's How I Need You"

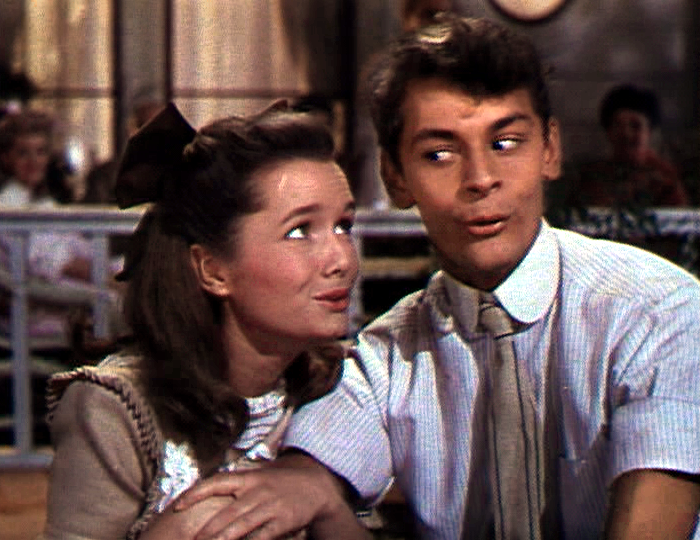
Debbie Reynolds e Carleton Carpenter cantando "Aba Daba Honeymoon"

  - Cantando por: Debbie Reynolds, Carleton Carpenter e três garotos no piano
- "The Oceana Roll"
  - Cantando por: Jane Powell e coro
- "Aba Daba Honeymoon"
  - Cantando por: Debbie Reynolds e Carleton Carpenter
- "By The Light Of The Silvery Moon"
  - Cantando por: Louis Calhern, Ann Harding, Ricardo Montalban, Phyllis Kirk, Jane Powell e coro
- "My Beautiful Lady"
  - Cantado pelo coro durante a sequência dos sonhos de Patti.
- "My Hero"
  - Cantando por: Jane Powell e Ricardo Montalban durante a sequência dos sonhos de Patti.
- "Row, Row, Row"
  - Cantando por: Debbie Reynolds e Carleton Carpenter no show de talentos

## Recepção
Quando a música de 1914, "Aba Daba Honeymoon", se tornou um enorme sucesso após o lançamento do filme, a MGM enviou Debbie Reynolds e Carleton Carpenter em uma turnê de apresentação pessoal de Loews para capitalizar seu sucesso, começando em Washington, D.C.
O filme é reconhecido pelo American Film Institute nesta lista:
- 2004: AFI's 100 Years...100 Songs:	
  - "Aba Daba Honeymoon" – Nomeado[5]